# Ryszard Kotys
Ryszard Czesław Kotys, właściwie Kotas (ur. 20 marca 1932 w Mniowie, zm. 27 stycznia 2021 w Poznaniu) – polski aktor filmowy, telewizyjny, teatralny i dubbingowy, reżyser i scenarzysta. W ciągu ponad 65 lat kariery zagrał w ponad 40 serialach i 150 filmach fabularnych.

## Życiorys
Był synem Czesława Kotasa (1903–1984) i Ireny (ok. 1912–1984). W 1953 ukończył Państwową Wyższą Szkołę Aktorską w Krakowie.
Zadebiutował na scenie Teatru im. Stefana Żeromskiego w Kielcach. Przez następne lata występował kolejno w teatrach: Wybrzeże w Gdańsku, Polskim we Wrocławiu, Ludowym w Krakowie, Ziemi Krakowskiej w Tarnowie, Dramatycznym im. Aleksandra Węgierki w Białymstoku, im. Jana Kochanowskiego w Opolu i im. Stefana Jaracza w Łodzi, gdzie zajmował się również reżyserią.
Powszechną popularność przyniosła mu rola Mariana Paździocha, sąsiada Ferdynanda Kiepskiego, którą odgrywał przez 21 lat w serialu telewizyjnym Świat według Kiepskich, wcześniej był jednym z kandydatów do roli głównego bohatera. Ze względu na zaawansowany wiek i pogarszający się stan zdrowia, w ostatnich latach życia wycofał się z występów w teatrze i filmach, ale wciąż grał w Świecie według Kiepskich.

## Życie prywatne
Dwukrotnie żonaty. Rozwiedziony z pierwszą żoną, scenografką Barbarą Wojtkowską (zm. 2017), z którą miał syna, Piotra (ur. 1956), kapitana żeglugi wielkiej. W latach 80. ożenił się z młodszą o 26 lat aktorką Kamilą Sammler, z którą miał syna, Eryka (ur. 1987). Pod koniec życia mieszkał w Lusowie pod Poznaniem.
Na początku 2017 trafił do szpitala z powodu zapalenia płuc i obecności płynu w jamie opłucnej. Pod koniec życia zmagał się z demencją i problemami z poruszaniem się. W styczniu 2021 wykryto u niego infekcję COVID-19. Zmarł po kilku dniach pobytu w szpitalu, w nocy z 27 na 28 stycznia 2021. Został pochowany na cmentarzu w Lusowie. Ceremonia miała charakter świecki.

## Nagrody i wyróżnienia[4]

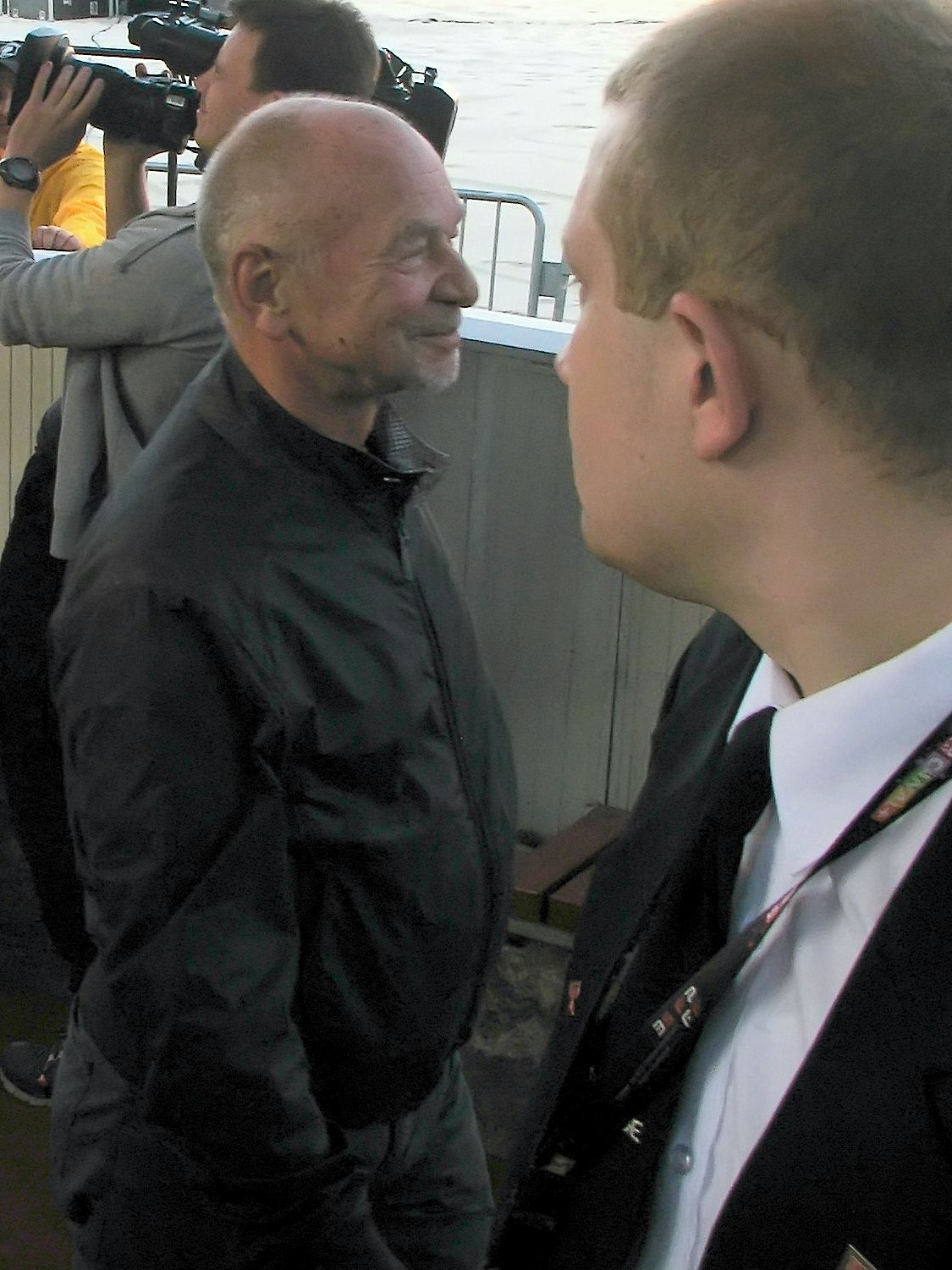
Ryszard Kotys podczas Festiwalu Polskich Filmów Fabularnych w Gdyni (2010)

- 1963 – Wyróżnienie – IV Festiwal Polskich Sztuk Współczesnych we Wrocławiu (za rolę Macieja w Kondukcie).
- 1982 – Nagroda Wrocławskiego Towarzystwa Przyjaciół Teatru, za najlepszą rolę epizodyczną w sztuce Po Hamlecie Jerzego Żurka.
- 1986 – Nagroda na XXV Festiwalu Polskich Sztuk Współczesnych we Wrocławiu za rolę w sztuce Iredyńskiego Kreacja.
- 1998 – Nagroda Artystyczna Wojewody Łódzkiego
- 1999 – Krzyż Kawalerski Orderu Odrodzenia Polski[15]

## Kariera aktorska teatralna
- Teatr im. Stefana Żeromskiego w Kielcach 1953–1954
- Teatr Wybrzeże w Gdańsku 1954–1955
- Teatr Ludowy w Krakowie-Nowej Hucie 1955–1964
- Teatr Polski we Wrocławiu 1964–1972
- Teatr Dramatyczny im. Aleksandra Węgierki w Białymstoku 1972–1973
- Teatr im. Ludwika Solskiego w Tarnowie 1973–1975
- Teatr Dramatyczny im. Jana Kochanowskiego w Opolu 1975–1978
- Teatr Polski we Wrocławiu 1978–1982
- Teatr im. Stefana Jaracza w Łodzi 1982–1986
- Teatr Polski we Wrocławiu 1986–1990
- Teatr im. Stefana Jaracza w Łodzi 1990–1997

## Filmografia
| Rok       | Tytuł                                  | Rola                                                        | Uwagi                                                      |
| --------- | -------------------------------------- | ----------------------------------------------------------- | ---------------------------------------------------------- |
| 1954      | Pokolenie                              | Jacek                                                       | film wojenny, reżyseria: Andrzej Wajda                     |
| 1955      | Trzy starty                            | Edek                                                        | film sportowy, reżyseria: Czesław Petelski                 |
| 1956      | Zemsta                                 | hajduk                                                      | film komediowy, reż.: A. Bohdziewicz, B. Korzeniewski      |
| 1958      | Pigułki dla Aurelii                    | chłopak w kwiaciarni                                        | film sensacyjny, reżyseria: Stanisław Lenartowicz          |
| 1961      | Milczące ślady                         | Stusina                                                     | film sensacyjny, reżyseria: Zbigniew Kuźmiński             |
| 1962      | Na białym szlaku                       | meteorolog Bjorn                                            | film przygodowy, reż.: Jarosław Brzozowski, Andrzej Wróbel |
| 1962      | Dziewczyna z dobrego domu              | mężczyzna przy szatni                                       | film komediowy, reżyseria: Antoni Bohdziewicz              |
| 1964      | Rękopis znaleziony w Saragossie        | sługa ojca van Wordena                                      | film poetycki, reżyseria: Wojciech Jerzy Has               |
| 1964      | Panienka z okienka                     | marynarz z „Łabędzia”                                       | film przygodowy, reżyseria: Maria Kaniewska                |
| 1964      | Agnieszka 46                           | Semen                                                       | film obyczajowy, reżyseria: Sylwester Chęciński            |
| 1964      | „Awatar”, czyli zamiana dusz           | lokaj Łabińskiego                                           | film fantastyczny, reżyseria: Janusz Majewski              |
| 1965      | Potem nastąpi cisza                    | żołnierz sporządzający listę poległych                      | film psychologiczny, reżyseria: Janusz Morgenstern         |
| 1965      | Sobótki                                | wartownik                                                   | film dramatyczny, reżyseria: Paweł Komorowski              |
| 1966      | Katastrofa                             | milicjant w miejscu katastrofy                              | film katastroficzny, reżyseria: Sylwester Chęciński        |
| 1966      | Ściana Czarownic                       | narciarz Ryszard Parzaniec                                  | film obyczajowy, reżyseria: Paweł Komorowski               |
| 1966      | Czterej pancerni i pies                | radziecki saper (odc. 8)                                    | serial tv, reż.: Konrad Nałęcki, Andrzej Czekalski         |
| 1966      | Bumerang                               | mężczyzna na miejscu wypadku                                | film psychologiczny, reżyseria: Leon Jeannot               |
| 1967      | Skok                                   | robotnik rolny                                              | film obyczajowy, reżyseria: Kazimierz Kutz                 |
| 1967      | Sami swoi                              | sprzedawca kota                                             | film komediowy, reżyseria: Sylwester Chęciński             |
| 1967      | Poczmistrz                             | Kola                                                        | film obyczajowy, reżyseria: Stanisław Lenartowicz          |
| 1967      | Morderca zostawia ślad                 | robotnik                                                    | film kryminalny, reżyseria: Aleksander Ścibor-Rylski       |
| 1968      | Stawka większa niż życie               | agent Wiehnert (odc. 13)                                    | serial tv, reż.: Janusz Morgenstern, Andrzej Konic         |
| 1968      | Wilcze echa                            | podwładny Słotwiny                                          | western, reżyseria: Aleksander Ścibor-Rylski               |
| 1968      | Molo                                   | kolega Andrzeja ze stoczni                                  | film psychologiczny, reżyseria: Wojciech Solarz            |
| 1968      | Lalka                                  | licytant                                                    | film kostiumowy, reżyseria: Wojciech Jerzy Has             |
| 1969      | Znaki na drodze                        | mechanik Bulaga                                             | film psychologiczny, reżyseria: Andrzej Piotrowski         |
| 1969      | Tylko umarły odpowie                   | Marcin Parkosz                                              | film kryminalny, reżyseria: Sylwester Chęciński            |
| 1969      | Ostatni świadek                        | więzień                                                     | film sensacyjny, reżyseria: Jan Batory                     |
| 1969      | Jarzębina czerwona                     |                                                             | film wojenny, reż.: Ewa i Czesław Petelski                 |
| 1969      | Czterej pancerni i pies                | radziecki saper (odc. 14)                                   | serial tv, reż.: Konrad Nałęcki, Andrzej Czekalski         |
| 1969      | Czerwone i złote                       | Antoni Zapieralski, syn kościelnego                         | film komediowy, reżyseria: Stanisław Lenartowicz           |
| 1970      | Kto wierzy w bociany?                  | milicjant (głos)                                            | film obyczajowy, reż.: J.S. Stawiński, H. Amiradżibi       |
| 1971      | Zaraza                                 |                                                             | film katastroficzny, reżyseria: Roman Załuski              |
| 1971      | Wezwanie                               | Edward, brat Zośki                                          | film obyczajowy, reżyseria: Wojciech Solarz                |
| 1971      | Trąd                                   | porucznik Strzałka                                          | film sensacyjny, reżyseria: Andrzej Trzos-Rastawiecki      |
| 1971      | Piżama                                 | brat Jadwigi                                                | film obyczajowy, reżyseria: Antoni Krauze                  |
| 1971      | Pierwsza miłość                        | Białobzorow                                                 | film obyczajowy, reżyseria: Sylwester Chęciński            |
| 1971      | Nos                                    | fryzjer                                                     | film obyczajowy, reżyseria: Stanisław Lenartowicz          |
| 1971      | Bolesław Śmiały                        | mężczyzna zabity w rzece                                    | film historyczny, reżyseria: Witold Lesiewicz              |
| 1972      | Uciec jak najbliżej                    | zastępca kierownika                                         | film obyczajowy, reżyseria: Janusz Zaorski                 |
| 1972      | Fortuna                                | kasiarz Ważych                                              | film kryminalny, reżyseria: Helena Amiradżibi              |
| 1973      | Zasieki                                | telefonista Józek                                           | film wojenny, reżyseria: Andrzej Piotrowski                |
| 1973      | Stracona noc                           | Stanisław                                                   | film psychologiczny, reżyseria: Janusz Majewski            |
| 1973      | Nagrody i odznaczenia                  | pacjent szpitala                                            | film wojenny, reżyseria: Jan Łomnicki                      |
| 1973      | Droga                                  | kuzyn Jadwigi Sęk (odc. 1)                                  | serial telewizyjny, reżyseria: Sylwester Chęciński         |
| 1974      | Opowieść w czerwieni                   | kościelny                                                   | film dramatyczny, reżyseria: Henryk Kluba                  |
| 1975      | Trzecia granica                        | strażnik (odc. 3)                                           | serial telewizyjny, reżyseria: Wojciech Solarz             |
| 1975      | Strach                                 | Bogutek                                                     | film kryminalny, reżyseria: Antoni Krauze                  |
| 1976      | Znaki szczególne                       | robotnik Gontek (odc. 1-2)                                  | serial telewizyjny, reżyseria: Roman Załuski               |
| 1976      | Niedzielne dzieci                      | Andrzej Bilski                                              | film obyczajowy, reżyseria: Agnieszka Holland              |
| 1977      | Wodzirej                               | Kazik                                                       | film obyczajowy, reżyseria: Feliks Falk                    |
| 1977      | Wolna sobota                           | kierowca ciężarówki                                         | film krótkometrażowy, reżyseria: Leszek Staroń             |
| 1977      | Wesołych świąt                         | drwal                                                       | film komediowy, reżyseria: Jerzy Sztwiertnia               |
| 1977      | Pokój z widokiem na morze              | Szymczak                                                    | film psychologiczny, reżyseria: Janusz Zaorski             |
| 1978      | Aktorzy prowincjonalni                 | brygadzista Majchrzak                                       | film dramatyczny, reżyseria: Agnieszka Holland             |
| 1978      | Ślad na ziemi                          | kierowca Tobola (odc. 1-2)                                  | serial telewizyjny, reżyseria: Zbigniew Chmielewski        |
| 1978      | Szpital Przemienienia                  | pielęgniarz Józek                                           | film psychologiczny, reżyseria: Edward Żebrowski           |
| 1979      | Wolne chwile                           | stolarz                                                     | film obyczajowy, reżyseria: Andrzej Barański               |
| 1979      | W słońcu i w deszczu                   | majster Ludwik (odc. 2, 4, 5)                               | serial telewizyjny, reżyseria: Sylwester Szyszko           |
| 1979      | Bezpośrednie połączenie                | taksówkarz                                                  | film obyczajowy, reżyseria: Juliusz Machulski              |
| 1979      | Przyjaciele                            | (odcinek 1)                                                 | serial telewizyjny, reżyseria: Andrzej Kostenko            |
| 1979      | Operacja Himmler                       | więzień                                                     | film historyczny, reżyseria: Zbigniew Chmielewski          |
| 1979      | Ojciec królowej                        | sługa Zierowskiego                                          | film przygodowy, reżyseria: Wojciech Solarz                |
| 1979      | Lekcja martwego języka                 | strażnik jeńców                                             | film wojenny, reżyseria: Janusz Majewski                   |
| 1979      | Biała gorączka                         | górnik Jan Niedziela                                        | film psychologiczny, reżyseria: Marek Wortman              |
| 1979      | Golem                                  | windziarz bez ręki                                          | film science fiction, reżyseria: Piotr Szulkin             |
| 1980      | Ballada o Januszku                     | hycel                                                       | etiuda szkolna, reżyseria: Ryszard Zatorski                |
| 1980      | Olimpiada ’40                          | strażnik Schlappke                                          | film wojenny, reżyseria: Andrzej Kotkowski                 |
| 1980      | Panienki                               | pacjent                                                     | film obyczajowy, reżyseria: Jarosław Kusza                 |
| 1980      | Przed odlotem                          | pacjent Skowron                                             | film psychologiczny, reżyseria: Krzysztof Rogulski         |
| 1981      | Vabank                                 | Melski, bileter w byłym kinie „Krawiec”                     | film komediowo-kryminalny, reż.: Juliusz Machulski         |
| 1981      | Amnestia                               | milicjant legitymujący Ryszarda na moście                   | film psychologiczny, reżyseria: Stanisław Jędryka          |
| 1981      | Dreszcze                               | stróż                                                       | film dramatyczny, reżyseria: Wojciech Marczewski           |
| 1981      | Kobieta samotna                        | Władek                                                      | film dramatyczny, reżyseria: Agnieszka Holland             |
| 1981      | On, ona, oni                           | ławnik                                                      | film dramatyczny, reżyseria: Andrzej Melin                 |
| 1981      | Wielka majówka                         | ojciec Ryśka                                                | film komediowy, reżyseria: Krzysztof Rogulski              |
| 1981      | Wielki bieg                            | sędzia                                                      | film polityczny, reżyseria: Jerzy Domaradzki               |
| 1981      | Wolny strzelec                         | dyrektor Labus                                              | film obyczajowy, reżyseria: Wiesław Saniewski              |
| 1982      | Wilczyca                               | Oleksiak, służący w Rosołowicach                            | film grozy, reżyseria: Marek Piestrak                      |
| 1982      | Wyjście awaryjne                       | portier w akademiku                                         | film komediowy, reżyseria: Roman Załuski                   |
| 1982      | Wielki Szu                             | kanciarz we Wrocławiu                                       | film sensacyjny, reżyseria: Sylwester Chęciński            |
| 1982      | Popielec                               | Waluś (odc. 1-3, 6-8)                                       | serial telewizyjny, reżyseria: Ryszard Ber                 |
| 1982      | Niech cię odleci mara                  | magazynier hurtowni                                         | film obyczajowy, reżyseria: Andrzej Barański               |
| 1982      | Klakier                                | pan Kazio, boy hotelu „Sudety”                              | film psychologiczny, reżyseria: Janusz Kondratiuk          |
| 1982      | Hotel Polanów i jego goście            | Paul Hasknecht                                              | serial telewizyjny, reżyseria: Horst Seemann               |
| 1983      | Szkatułka z Hongkongu                  | Kupke                                                       | film sensacyjny, reżyseria: Paweł Pitera                   |
| 1983      | Piętno                                 | stajenny                                                    | film sensacyjny, reżyseria: Ryszard Czekała                |
| 1983      | To tylko Rock                          | dyrektor domu kultury                                       | film muzyczny, reżyseria: Paweł Karpiński                  |
| 1983      | Dzień kolibra                          | dozorca                                                     | film familijny, reżyseria: Ryszard Rydzewski               |
| 1983      | Co dzień bliżej nieba                  | dozorca świetlicy                                           | film dramatyczny, reżyseria: Zbigniew Kuźmiński            |
| 1983      | Adopcja                                | sąsiad Marzeny Rokity                                       | film obyczajowy, reżyser: Grzegorz Warchoł                 |
| 1983      | Lata dwudzieste... lata trzydzieste... | trener Grzesia                                              | film muzyczny, reżyseria: Janusz Rzeszewski                |
| 1984      | Vabank II, czyli riposta               | Melski                                                      | film komediowo-kryminalny, reż.: Juliusz Machulski         |
| 1984      | Wszystko powiem Lilce                  | mężczyzna na złomowisku                                     | film młodzieżowy, reżyseria: Wiktor Skrzynecki             |
| 1984      | O-bi, o-ba. Koniec cywilizacji         | „celulozowy”                                                | film science fiction, reżyseria: Piotr Szulkin             |
| 1984      | Rycerze i rabusie                      | Niezabitowski (odc. 5)                                      | serial telewizyjny, reżyseria: Tadeusz Junak               |
| 1984      | Romans z intruzem                      | kapral Matula                                               | film wojenny, reżyseria: Waldemar Podgórski                |
| 1984      | Pan na Żuławach                        | Walenciak (odc. 1-11)                                       | serial telewizyjny, reżyseria: Sylwester Szyszko           |
| 1984      | Kuracja                                |                                                             | etiuda, reżyseria: Wojciech Molski                         |
| 1984      | 1944                                   |                                                             | cykl filmowy, reżyseria: Andrzej Konic                     |
| 1985      | Och, Karol                             | konduktor                                                   | film erotyczny, reżyseria: Roman Załuski                   |
| 1985      | Zenona Z. przypadki                    |                                                             | etiuda, reżyseria: Andrzej Mol                             |
| 1985      | Tate                                   | leśniczy Grzegorz Małecki                                   | film dramatyczny, reżyseria: Jan Rutkiewicz                |
| 1985      | Sezon na bażanty                       | konsul                                                      | film obyczajowy, reżyseria: Wiesław Saniewski              |
| 1985      | Sam pośród swoich                      | komendant Terpichowski                                      | film wojenny, reżyseria: Wojciech Wójcik                   |
| 1985      | Schody                                 |                                                             | etiuda, reżyseria: Piotr Włodarski                         |
| 1985      | Przyłbice i kaptury                    | Kosooki (odcinek 5)                                         | serial telewizyjny, reżyseria: Marek Piestrak              |
| 1985      | Okruchy wojny                          | „Szaruga”                                                   | film wojenny, reż.: Jan Chodkiewicz, A. Barszczyński       |
| 1985      | List gończy                            | recepcjonista                                               | film przygodowy, reżyseria: Stanislav Strnad               |
| 1985      | O starym                               |                                                             | widowisko telewizyjne, reżyseria: Wojciech Molski          |
| 1985      | Nie bój się                            | dozorca Janiszewski                                         | etiuda, reżyseria: Filip Zylber                            |
| 1985      | Jest tam kto                           |                                                             | etiuda, reżyseria: Antonio Mitriceski                      |
| 1985      | Humaniora                              | pielęgniarz                                                 | etiuda, reżyseria: Gordan Dragović                         |
| 1985      | Fizycy                                 |                                                             | etiuda, reżyseria: Samir Ibrahim Zedan                     |
| 1986      | Złoty pociąg                           | Nowak, właściciel firmy przewozowej                         | film wojenny, reżyseria: Bohdan Poręba                     |
| 1986      | Rykowisko                              | gajowy Jamróz                                               | film obyczajowy, reżyseria: Grzegorz Skurski               |
| 1986      | Prywatne śledztwo                      | kierowca ciężarówki                                         | film sensacyjny, reżyseria: Wojciech Wójcik                |
| 1986      | Pogrzeb lwa                            | dróżnik Kalinka                                             | film obyczajowy, reżyseria: Jan Rutkiewicz                 |
| 1986      | Pętla                                  |                                                             | etiuda, reżyseria: Grzegorz Kempinsky                      |
| 1986      | Ostatni dzwonek                        | inżynier Wyrobek                                            | film psychologiczny, reżyseria: Wojciech Strzemżalski      |
| 1986      | Czarne stopy                           | opiekun Marka                                               | film młodzieżowy, reżyseria: Waldemar Podgórski            |
| 1986      | Kolega Pana Boga                       |                                                             | film dramatyczny, reżyseria: Wojciech Brzozowicz           |
| 1986      | Czasu jutrzennego                      |                                                             | etiuda, reżyseria: Piotr Włodarski                         |
| 1986      | Bohater roku                           | Kazik, brat Danielaka                                       | film obyczajowy, reżyseria: Feliks Falk                    |
| 1987      | Kingsajz                               | więzień Nosacz                                              | film komediowy, reżyseria: Juliusz Machulski               |
| 1987      | Ucieczka z miejsc ukochanych           | wójt Miazga (odc. 6)                                        | serial telewizyjny, reżyseria: Julian Dziedzina            |
| 1987      | Trójkąt bermudzki                      | pan Wacek                                                   | film sensacyjny, reżyseria: Wojciech Wójcik                |
| 1987      | Sonata marymoncka                      | protegowany dyrektora bazy                                  | film obyczajowy, reżyseria: Jerzy Ridan                    |
| 1987      | Policja                                |                                                             | etiuda, reżyseria: Jerzy Krysiak                           |
| 1987      | Opowieść Harleya                       | strażnik                                                    | film obyczajowy, reżyseria: Wiesław Helak                  |
| 1987      | Dzikun                                 | Mohiła                                                      | film przygodowy, reżyseria: Andrzej Barszczyński           |
| 1987      | Ballada o Januszku                     | hycel (odc. 6)                                              | serial telewizyjny, reżyseria: Henryk Bielski              |
| 1988      | Kogel-mogel                            | listonosz                                                   | film komediowy, reżyseria: Roman Załuski                   |
| 1988      | Złodziej                               | syn Szczepan                                                | film kryminalny, reżyseria: Wiesław Helak                  |
| 1988      | Przeprawa                              | „Lont”                                                      | film wojenny, reżyseria: Wiktor Turow                      |
| 1988      | Łabędzi śpiew                          | celnik                                                      | film komediowy, reżyseria: Robert Gliński                  |
| 1988      | Koniec                                 | wartownik                                                   | film obyczajowy, reżyseria: Bogusław Linda                 |
| 1988      | Dotknięci                              | pracownik kliniki doktora Czerwińskiego                     | film dramatyczny, reżyseria: Wiesław Saniewski             |
| 1988      | Akwen Eldorado                         | syn Ryszarda Sznajdera                                      | serial telewizyjny, reżyseria: Andrzej Swat                |
| 1989      | Światło odbite                         | przewodniczący jury                                         | film psychologiczny, reżyseria: Andrzej Titkow             |
| 1989      | Stan strachu                           | portier Władek                                              | film polityczny, reżyseria: Janusz Kijowski                |
| 1989      | Ring                                   | strażnik więzienny                                          | film sportowy, reżyseria: Andrzej Barszczyński             |
| 1989      | Powrót wabiszczura                     | Szczur                                                      | film erotyczny, reżyseria: Zbigniew Rebzda                 |
| 1989      | Po upadku. Sceny z życia nomenklatury  | dyrektor Rozpuda                                            | film obyczajowy, reżyseria: Andrzej Trzos-Rastawiecki      |
| 1989      | Konsul                                 | sekretarz PZPR                                              | film komediowo-kryminalny, reżyseria: Mirosław Bork        |
| 1989      | Gdańsk 39                              | Gorontzek                                                   | serial telewizyjny, reż.: Z. Kuźmiński, K. Chodura         |
| 1989      | Deja vu                                | Coppola                                                     | film komediowo-kryminalny, reż.: Juliusz Machulski         |
| 1990      | Życie za życie. Maksymilian Kolbe      | złodziej węgla                                              | film biograficzny, reżyseria: Krzysztof Zanussi            |
| 1990      | Zakład                                 | strażnik                                                    | film dramatyczny, reżyseria: Teresa Kotlarczyk             |
| 1990      | Zabić na końcu                         | kierownik restauracji                                       | film komediowo-kryminalny, 9: Wojciech Wójcik              |
| 1990      | Tajemnica puszczy                      | Pińczuk                                                     | film przygodowy, reżyseria: Andrzej Barszczyński           |
| 1990      | Piggate                                | policjant Simpson                                           | film science fiction, reżyseria: Krzysztof Magowski        |
| 1990      | Seszele                                | maszynista                                                  | film obyczajowy, reżyseria: Bogusław Linda                 |
| 1990      | Powrót wilczycy                        | inspektor na zgliszczach domu                               | film grozy, reżyseria: Marek Piestrak                      |
| 1990      | Na zaproszenie                         |                                                             | etiuda, reżyseria: Faycal Hassairi                         |
| 1990      | Kramarz                                | kramarz Zygmunt                                             | film obyczajowy, reżyseria: Andrzej Barański               |
| 1990      | Kanalia                                | Jefim, człowiek Jegorowa                                    | film sensacyjny, reżyseria: Tomasz Wiszniewski             |
| 1991      | Rozmowy kontrolowane                   | zomowiec w budce telefonicznej                              | film komediowy, reżyseria: Sylwester Chęciński             |
| 1991      | V.I.P.                                 | policjant aresztujący Romana                                | film sensacyjny, reżyseria: Juliusz Machulski              |
| 1991      | Pogranicze w ogniu                     | kapitan (odc. 11)                                           | serial telewizyjny, reżyseria: Andrzej Konic               |
| 1991      | Panny i wdowy                          | więzień komunista (odc. 3)                                  | serial telewizyjny, reżyseria: Janusz Zaorski              |
| 1991      | Dzieci wojny                           | młynarz                                                     | film wojenny, reżyseria: Krzysztof Rogulski                |
| 1992      | Kawalerskie życie na obczyźnie         | inspektor w fabryce                                         | film obyczajowy, reżyseria: Andrzej Barański               |
| 1993      | Przypadek Pekosińskiego                | szachista Rysio                                             | film biograficzny, reżyseria: Grzegorz Królikiewicz        |
| 1993      | Kraj świata                            | milicjant                                                   | film komediowy, reżyseria: Maria Zmarz-Koczanowicz         |
| 1993      | Złoto Alaski                           | Chuck (odc. 1)                                              | serial telewizyjny, reżyseria: James Hill                  |
| 1993      | Dwa księżyce                           | policjant Kubik                                             | film poetycki, reżyseria: Andrzej Barański                 |
| 1993      | Tu stoję...                            | policjant Marcinkowski                                      | film obyczajowy, reżyseria: Michał Dudziewicz              |
| 1994      | Psy 2. Ostatnia krew                   | maszynista                                                  | film sensacyjny, reżyseria: Władysław Pasikowski           |
| 1994      | Jest jak jest                          | Tadeusz Rozwadowski (odc. 14, 19)                           | serial tv, reż.: J. Dymek, Jan Łomnicki, M. Dejczer        |
| 1995      | Dzieje mistrza Twardowskiego           | diabeł marszałek polny                                      | film baśniowy, reżyseria: Krzysztof Gradowski              |
| 1995      | Przeleciała mucha                      |                                                             | etiuda, reżyseria: Rod Edge                                |
| 1995      | Sukces                                 | strażnik w Fabryce Naczyń Emaliowanych w Spychowie (odc. 8) | serial telewizyjny, reżyseria: Krzysztof Gruber            |
| 1995      | Przed zmierzchem                       | recepcjonista                                               | etiuda, reżyseria: Grzegorz Zgliński                       |
| 1995      | I kwiatki też                          |                                                             | etiuda, reżyseria: Thomas Thomson                          |
| 1995      | Fałszywy autostop                      | recepcjonista                                               | etiuda, reżyseria: Denis Delić                             |
| 1995      | Kamień na kamieniu                     | chłop                                                       | film psychologiczny, reżyseria: Ryszard Ber                |
| 1999–2021 | Świat według Kiepskich                 | Marian Paździoch                                            | serial tv, reż.: O. Khamidov, P. Yoka, A. Drabiński        |
| 1999–2021 | Świat według Kiepskich                 | różne role                                                  | serial tv, reż.: O. Khamidov, P. Yoka, A. Drabiński        |
| 2000      | Czy można się przysiąść                | kelner                                                      | film obyczajowy, reżyseria: Tomasz Tryzna                  |
| 2000      | Sezon na leszcza                       | mąż starszej kobiety na stacji benzynowej                   | film drogi, reżyseria: Bogusław Linda                      |
| 2000      | O czym szumią kierpce                  | dziadek (odc. 1)                                            | serial telewizyjny, reżyseria: Ewa Pytka                   |
| 2000      | Dom                                    | kapral Patro (odc. 22)                                      | serial telewizyjny, reżyseria: Jan Łomnicki                |
| 2001      | Wiedźmin                               | setnik                                                      | film fantasy, reżyseria: Marek Brodzki                     |
| 2002      | Wiedźmin (serial)                      | setnik (odcinek 4)                                          | serial telewizyjny, reżyseria: Marek Brodzki               |
| 2002      | Eukaliptus                             | ojciec Sony’ego                                             | western, reżyseria: Marcin Krzyształowicz                  |
| 2003      | Bao-Bab, czyli zielono mi              | kapral Baba                                                 | serial telewizyjny, reżyseria: Krzysztof Lang              |
| 2005      | Dziadek do orzechów                    | Król Myszy (głos, polski dubbing)                           | film animowany, reżyseria: K. Staroń                       |
| 2007      | Ekipa                                  | wicepremier Krzysztof Buczek (odc. 3, 5, 8, 10, 11, 12)     | serial telewizyjny, reżyseria: Agnieszka Holland           |
| 2007      | Niania                                 | Binderski, szef Frani (odc. 81)                             | serial telewizyjny, reżyseria: Jerzy Bogajewicz            |
| 2008      | Hela w opałach                         | dozorca (odc. 44, 49, 55)                                   | serial telewizyjny, reżyseria: Andrzej Kostenko            |
| 2009      | Handlarz cudów                         | kierownik domu opieki                                       | film obyczajowy, reż.: J. Szoda, B. Pawica                 |
| 2010      | Erratum                                | ojciec Michała                                              | film psychologiczny, reżyseria: Marek Lechki               |
| 2014      | Bogowie                                | członek komisji etyki lekarskiej                            | film biograficzny, reżyseria: Łukasz Palkowski             |
| 2018      | Klecha                                 | krawiec                                                     | film biograficzny, reżyseria: Jacek Gwizdała               |

## Upamiętnienie
5 września 2022 roku w Mniowie odsłonięto tablicę pamiątkową oraz mural upamiętniający Ryszarda Kotysa.